# Arete von Kyrene
Arete von Kyrene (griechisch Ἀρήτη Arḗtē; * um 400 v. Chr.; † um 330 v. Chr.) war eine antike griechische Philosophin. Sie gehörte zur Richtung der Kyrenaiker.
Der Vater Aretes war der Philosoph und Begründer der kyrenaischen Schule Aristippos von Kyrene, ihr Sohn war der Philosoph Aristippos der Jüngere. Arete wurde von ihrem Vater unterrichtet und folgte ihm als Schuloberhaupt. Sie selbst war die Lehrerin ihres Sohnes Aristipp des Jüngeren. Ihre Schriften sind verloren, und auch die Testimonien zu ihrem Leben und ihrer Lehre sind rar. Angaben findet man unter anderem bei Diogenes Laertios, Eusebius von Caesarea, Clemens von Alexandria, Theodoret, Themistios, Aelian und Strabon. Erhalten ist ein Brief, den ihr Vater Aristippos angeblich auf dem Sterbebett an sie schrieb. Vermutlich ist er nicht authentisch, doch hat der Autor vielleicht einen wirklich geschriebenen Brief als Vorlage genutzt.
Arete soll 35 Jahre lang in attischen Schulen und Akademien Naturphilosophie und Moralphilosophie unterrichtet, 40 Bücher geschrieben und 110 Schüler gehabt haben. Bücher vom Ackerbau der Alten, von den Wundern des Berges Olympus, von der Bienenzucht, von der Kindererziehung, von den Beschwerden des Alterns, von den Kriegen der Athenienser, vom Leben des Sokrates etc. werden ihr zugeschrieben. Von den Büchern ist allerdings nichts erhalten, daher sind die Informationen nicht zuverlässig. Der Urheber dieser Angaben ist möglicherweise John Augustine Zahm.